# Club de Fútbol Jacetano

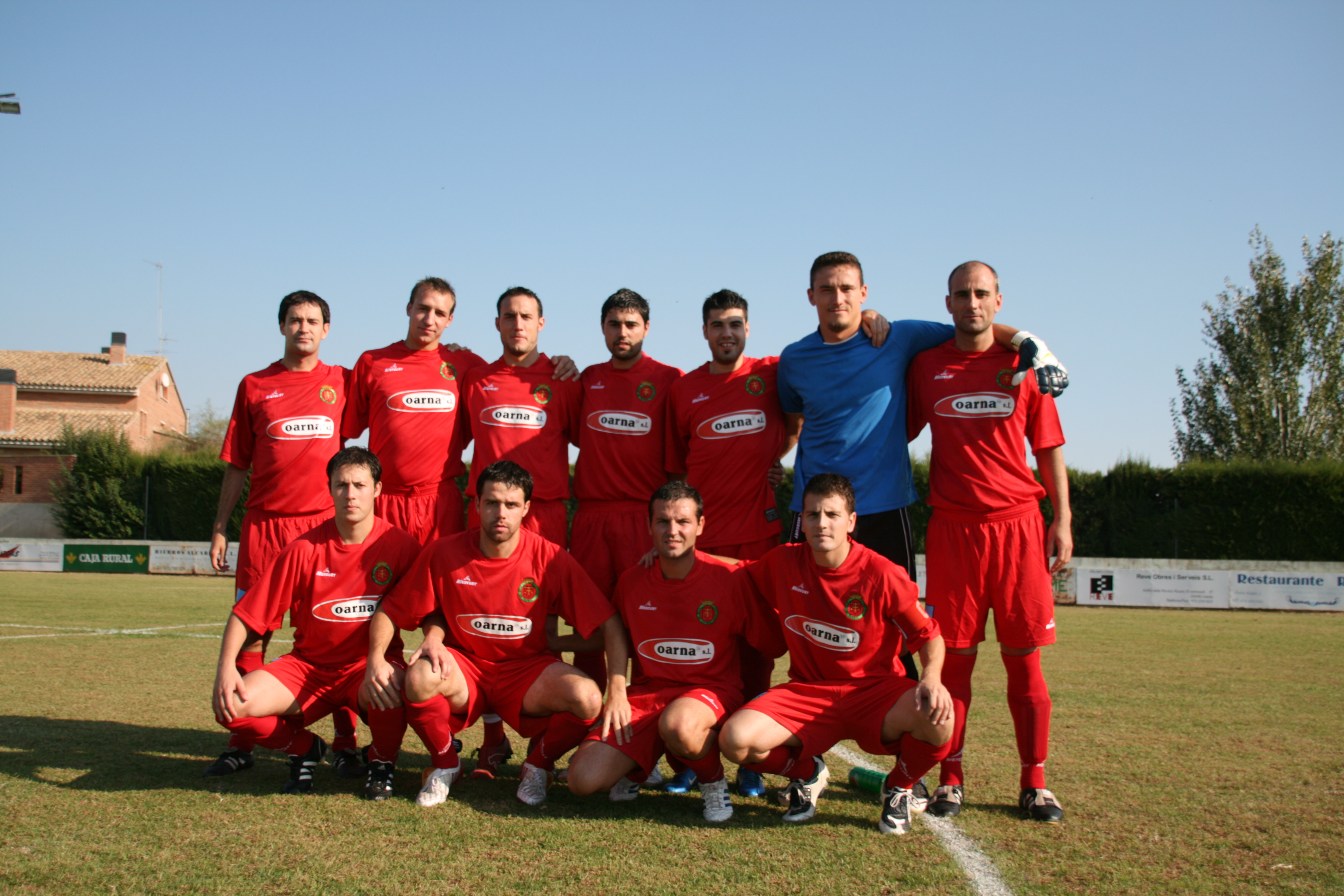
Alineación del Jacetano en un encuentro de 2008, con su indumentaria como visitante.

El Club de Fútbol Jacetano es un club de fútbol español, de la ciudad oscense  de Jaca, en Aragón. Fue fundado en 1960 y compite actualmente en la Regional Preferente de Aragón (Grupo I).

## Historia
El Jacetano fue fundado en 1960, y debutó por primera vez, cinco años después, en una categoría nacional en 1965, en la Tercera División de España.
Hizo su debut en la Copa del Rey en la temporada 1983-84, en el partido de ida de la primera ronda eliminatoria contra el Club Atlético Osasuna, en El Oroel, el 14 de septiembre de 1983. Caería eliminado tras un global muy abultado favorable al equipo navarro.
Desde 2021 también cuenta con un equipo femenino de fútbol, que compite en la Segunda Femenina aragonesa.

## Estadio
El club juega sus partidos como conjunto local en el Oroel, terreno de juego con un aforo para dos mil espectadores. Actualmente la superficie de juego es de césped artificial.

## Uniforme
- Uniforme titular: Camiseta verde, pantalón rojo y medias verdes.
- Uniforme suplente: Camiseta, pantalón y medias rojas.

## Datos del club
- Temporadas en Tercera División / Tercera Federación: 14.
- Mejor puesto en la liga: 6.º (temporada 1982-83).
- Peor puesto en la liga: 21.º (temporada 2007-08).
- Participaciones en la Copa del Rey: 1.
- Mejor puesto en Copa del Rey: 1ª ronda (1983-84).

## Palmarés

### Campeonatos regionales
- Regional Preferente de Aragón (5): 1981-82, 1986-87, 1999-00 (Grupo 2), 2001-02 (Grupo 1), 2003-04 (Grupo 2).
- Primera Regional de Aragón (2): 1985-86 (Grupo E), 1995-96 (Grupo 2).
- Subcampeón de la Primera Regional de Aragón (5): 1964-65, 1976-77, 1993-94 (Grupo 2), 2013-14 (Grupo 2), 2020-21 (Grupo 2).